# 那覇西道路

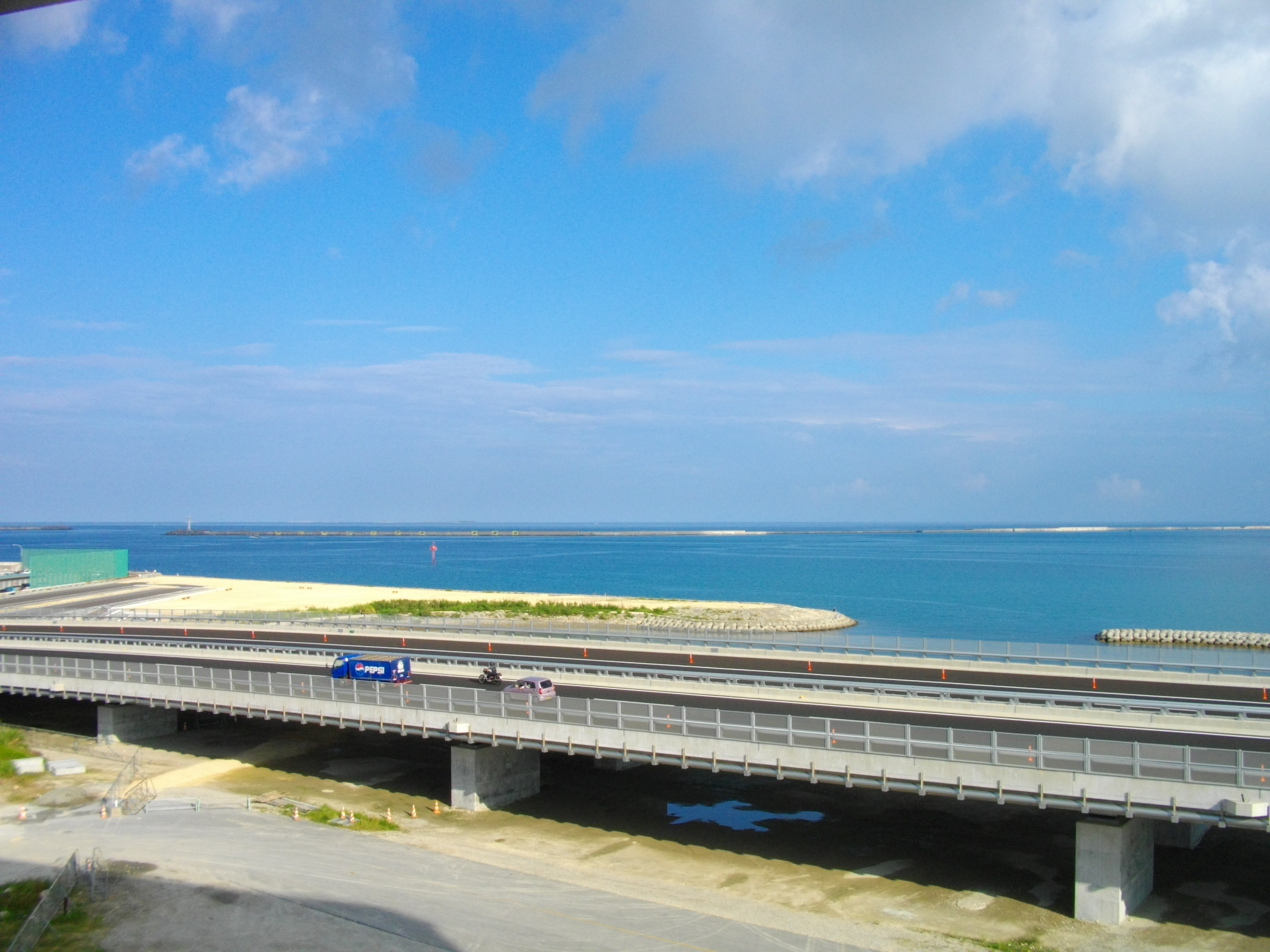
那覇西道路（那覇市西）

那覇西道路（なはにしどうろ）は、沖縄県那覇市若狭から沖縄県那覇市鏡水に至る総延長3.0 kmの国道58号のバイパスである。地域高規格道路沖縄西海岸道路の一部を構成し、自動車専用道路に指定されている。
総事業費は1680億円で、うち1240億円が「那覇うみそらトンネル」に費やされた。同トンネルは水底トンネルに該当するため、危険物積載車両の通行は禁止されている。

## 概要
- 起点 : 沖縄県那覇市若狭
- 終点 : 沖縄県那覇市鏡水
- 総延長 : 3.0 km
- 規格 : 第1種第3級
- 車線数 : 完成6車線（暫定4車線）
- 制限速度 : 60 km/h（終起点部は40 km/h）[1]

## インターチェンジなど
- 全区間が沖縄県那覇市に所在。
- IC : インターチェンジ、TN : トンネル

| IC 番号                                    | 施設名                       | 接続路線                     | 起点から の距離              | 終点から の距離              | 備考                                     |
| 国道58号那覇北道路（事業中）               | 国道58号那覇北道路（事業中） | 国道58号那覇北道路（事業中） | 国道58号那覇北道路（事業中） | 国道58号那覇北道路（事業中） | 国道58号那覇北道路（事業中）             |
| ------------------------------------------ | ---------------------------- | ---------------------------- | ---------------------------- | ---------------------------- | ---------------------------------------- |
|                                            | 若狭IC                       | 波之上臨港道路               | 0.0                          | 3.0                          |                                          |
|                                            | 那覇うみそらTN               |                              | ↓                            | ↑                            | 全長1,140メートル 危険物積載車両通行禁止 |
|                                            | 那覇空港IC                   | 国道332号                    | 3.0                          | 0.0                          |                                          |
| E58 那覇空港自動車道（小禄道路）（事業中） |                              |                              |                              |                              |                                          |

## 歴史
- 1994年（平成6年）12月16日 : 沖縄西海岸道路として計画路線に指定。
- 1995年度（平成7年度） : 調査区間決定。

- 2000年度（平成12年度） : 整備区間決定。
- 2001年度（平成13年度） : 都市計画決定。
- 2001年度（平成13年度） : 若狭IC - 鏡水IC（現・那覇空港IC）間が事業化。
- 2011年（平成23年）8月28日 : 若狭IC - 那覇空港IC間開通に伴い全線開通[1]。